# Sancha Sanches de Pamplona
Sancha Sanchez de Pamplona (c. 900 — Dezembro de 959), foi infanta de Pamplona, rainha consorte de Leão (923-924) e condessa consorte de Castela (932-959).
Era filha de Sancho Garcês I de Pamplona e da rainha Toda Aznares, e irmã do rei Garcia Sanches I de Pamplona.
Em Fevereiro de 923 casou-se pela primeira vez com Ordonho II de Leão, do qual enviuvou no ano seguinte.
Em 924 casa-se novamente, com o Álvaro Herrameliz, conde em Lantarón e em Álava, do qual enviuva em 931.
Por fim, em 932 casa com Fernão Gonçalves, conde de Castela, do qual teve os seguintes filhos:
1. Gonçalo Fernandes (morto depois de 959), senhor de Lara, La Bureba e Aza, casado com Fronilde Gomes;
2. Sancho Fernandes (morto em 956);
3. Garcia Fernandes,[1] conde de Castela, casado em 950 com Ava de Ribagorza, filha do conde Raimundo II de Ribagorza e de Gersenda de Fézensac.
4. Urraca Fernandes de Castela, casada em 941 com Ordonho III de Leão, em 958 com Ordonho IV de Leão e em 962 com Sancho Garcês II de Pamplona;
5. Fronilda Fernandes (morta depois de 1014);
6. Munio Fernandes, monge;
7. Muniadona Fernandes (morta antes de 1015), casada com Gomez Diaz de Saldanha.